# شهر تابع مستقیم استان
شهر تابع مستقیم استان (چینی: 副地级市،‌ به اویغوری: ئۆلكە بىۋاستە قاراشلىق شەھىرى) یکی از تقسیمات غیررسمی در سطوح اداری در چین است. در سلسله مراتب تقسیمات چین، استان‌ها و مناطق خودمختار به ولایات تقسیم شده، و ولایات خود به شهرستان. «شهر تابع مستقیم استان» به یک شهر در سطح شهرستان گفته می‌شود که در عمل تابع هیچ ولایتی نیست و به طور مستقیم تابع استان یا منطقهٔ خودمختار است.
نمونه‌هایی از شهرهای تابع مستقیم استان که زیرمجموعه هیچ ولایتی نیستند عبارتند از جیوان (استان هنان), شیانتاو، تیانمن (هوبئی), شیهزی، تومشوق، آرال، و واژیاکو (سین‌کیانگ).